# 서울 지하철 7호선
서울 지하철 7호선(서울 地下鐵 七號線) 또는 수도권 전철 7호선(首都圈 電鐵 七號線)은 경기도 의정부시의 장암역에서 인천광역시 서구의 석남역을 잇는 61.3km 서울교통공사와 인천교통공사의 도시 철도 노선이다. 수도권 전철과 서울 지하철, 인천 도시철도의 일부를 구성하며, 서울특별시의 2기 지하철 계획의 일환으로 건설됐다. 노선의 색은 ●갈록색이다. 통행방향은 어디서든 우측통행이다.

## 운영
일부 지상 구간(장암 - 도봉산 - 수락산(지하), 건대입구(지하) - 자양 - 청담(지하))이 존재하고 나머지 대부분의 구간은 지하다. 모든 역에 스크린도어가 설치되어 있으므로, 서울교통공사의 보유차량, 승무원, 노선별 제약 요인 등을 고려하여, 서울교통공사와 인천교통공사 등 두 양사간의 협의를 통하여 수립된다.
서울 지하철 7호선과 함께 수도권 전철 7호선을 이루며, 여객 안내 등에서는 두 노선의 구분이 이원화되지 않고 단지 "(서울 지하철) 7호선"으로만 통상적으로 분류된다. 열차 승무나 역무, 열차 통제, 역사 시설물 관리 등은 서울교통공사와 인천교통공사의 보유차량, 승무원, 노선별 제약 요인 등을 고려하여, 서울교통공사와 인천교통공사 등 양사간의 공동 협의를 통하여 수립된다. 
온수역 - 석남역 구간에서는 인천교통공사 7호선 운영사업단 승무원이 별도로 담당하며, 승무교대는 온수역에서 이루어진다. 더욱이, 7호선 일부 구간 중 인천교통공사 소속 구간은 대도시권 광역교통 관리에 관한 특별법 제2조 제2호의 나목을 충족하지 않아 인천 도시철도로 엄연히 분류되기 때문에, 치안 서비스는 인천광역시경찰청 소속 지하철 경찰대를 비롯한 국토교통부 산하의 서울지방철도특별사법경찰대에서 두 양사가 공동으로 전담하므로, 본부 소재지는 광역철도수사과가 있는 안양역에 있다.

### 연결선
도봉산역 인근에 경원선과, 태릉입구역 인근에 서울 지하철 6호선과 이어지는 연결선이 존재한다. 도봉산역 인근의 연결선은 1996년 10월 11일 장암역 - 건대입구역 구간 개통 당시 7호선 차량 반입에, 태릉입구역의 연결선은 6호선 차량 반입에 사용되었으며, 현재도 태릉입구역 인근의 연결선은 6호선 차량이 중검수를 위하여 도봉차량사업소까지 오가는 데에 사용된다.
2000년 2월 29일 7호선 신풍역 - 온수 구간 개통 당시는 중간의 건대입구역 ~ 신풍역 구간이 개통되지 않아 도봉산역의 연결선을 사용할 수 없었기 때문에, 경인선 오류동역에서 천왕차량사업소까지 임시 선로를 부설하여 이를 통하여 차량을 반입하였다. 이 선로는 같은 해 8월 1일 신풍역 - 건대입구역 구간 개통 이후에 철거되었다.

## 차량
- 서울교통공사 7000호대 전동차
- 인천교통공사 SR000호대 전동차
- 서울교통공사 6000호대 전동차 - 본래 서울 지하철 6호선용으로 도입된 차량이나, 2개 편성이 차출되어 운행되고 있다.

## 주요 사건 사고와 논쟁

### 건대입구역강북 구간 침수

#### 태릉입구역과 주변 11개 역
1998년 5월 2일 오전 7시 40분쯤, 전날인 5월 1일부터 수도권 지역에 내린 집중호우로 중랑천이 범람하였다. 당시 612공구에서 중랑천에서 개착공사가 진행되고 있었고, 이 공사로 140 m 너비의 중랑천을 양쪽에서 각각 50m와 20m짜리 둑으로 막으면서 강의 너비가 절반으로 줄어든 상태였다. 이 상황에서 집중호우로 불어난 물이 둑을 덮치면서 서울 지하철 6호선 공사장으로 밀려들었고, 이 물은 높이 4m의 물막이벽을 넘고 환승 통로를 통하여 태릉입구역을 침수시켰다.
태릉입구역이 물에 잠기자 주변의 마들역, 노원역, 중계역, 하계역, 공릉역, 먹골역, 중화역, 상봉역, 면목역, 사가정역 등을 비롯한 11개 역이 침수되었다. 이에 따라 건대입구역 ~ 도봉산역간의 열차 운행이 중지되었다. 태릉입구역은 승강장이 있는 지하 4층부터 대합실이 있는 지하 1층까지 물이 차 올랐다. 7호선의 변전소 1곳, 역사 전기실 7곳, 신호기계실 5곳, 통신기계실 7곳 등 지하철을 운행하는 데 핵심적인 설비들이 모두 물에 잠겼다.
침수는 북쪽 수락산역과 남쪽 용마산역에서 멈추었다. 도봉산역 ~ 건대입구역 구간에서 태릉입구역이 표고가 가장 낮았고, 북쪽 수락산역은 태릉입구역보다 21 m가, 남쪽의 용마산역은 11 m가 높기 때문이었다. 남쪽으로 물이 더 유입되었을 경우 연결된 환승 통로를 통하여 대형 참사가 발생할 수도 있었다.
다음날인 5월 3일부터 11개역에서 동시에 물빼기 작업을 시행하였으나, 양수기가 부족한 탓에 80여만 톤에 이르는 많은 물을 빼는 데 1주일 이상이 소요되었다. 또한 AFC(역무자동화설비) 등 각종 전자기기도 침수되어 완전히 복구하려면 시간이 1개월 이상 필요하였다. 하지만 시민 불편을 최소화하기 위하여 5월 11일 오후 5시부터 15분 간격으로 운행을 재개하였다. 임시로 운행하는 동안 ATC의 도움을 받지 않고 수동으로 운행하였고, 역내 설비도 침수되어 전광판 등도 사용할 수 없었다. 따라서 그 동안 침수된 구간은 오후 10시까지만 운행하고 나머지 시간에 복구작업을 시행하였다. 6월 17일부터는 ATC 등의 복구가 완료되면서 배차간격을 10분으로 줄였고, 8월 3일부터는 임시 운행 시간을 자정까지 2시간 연장하였다. 9월 16일부터 출퇴근 시간 운행간격이 7분으로 줄어들었다.

#### 1998년8월 6일:도봉산역
1998년 5월 2일에 첫 번째 침수가 일어난 이후 복구 작업을 벌이는 도중, 그 해 8월 6일 새벽에 또 다시 경기 북부 지역에 집중호우가 발생하였다. 따라서 지상 구간인 도봉산역의 선로에 물이 차올라 이 날은 오전 5시 첫차부터 운행이 전면적으로 중단되었다. 이는 앞서 그 해 5월에 태릉입구역에서 발생한 침수를 복구하는 공사가 완료되지 않아, 1개 역이라도 침수되면 모든 역에서의 운행을 중단시켜야 하였기 때문이었다.
도봉산역은 철로 (고가)보다 역사가 낮기 때문에 침수 피해가 빈번하게 일어날 수밖에 없다. 이 날에 일어난 사고 역시 경원선 도봉산역을 침수시킨 물이 7호선 환승 통로로 흘러들면서 발생한 것이었다. 이 사고로 도봉산역 - 건대입구역간 열차 운행이 전면적으로 중단되었다. 같은 해 5월에 침수 사고를 겪었던 7호선 태릉입구역은 다시 지하 2 - 4층이 모두 물에 잠겼다. 사고가 발생한 지 나흘이 지난 8월 9일에 임시로 복구되었다.

#### 침수 피해의 복구
7호선은 해를 넘겨서, 이듬해인 1999년 1월 4일 상봉변전소와 도봉산역 전기·설비분야의 복구 공사가 마무리되면서 완전히 복구되어 정상적으로 운행하기 시작하였다. 피해 금액이 시설 복구비 379억원에 영업 손실 100억 여 원 등 모두 480억원에 이르는 것으로 집계되었다. 하지만 같은 해 8월 3일에 도봉산역이 다시 침수됨에 따라 결국 도봉산역의 주요 설비를 2층으로 옮기게 되었다.

### 고속터미널역의 침수 (2001년)
2001년 7월 15일에 발생한 37년 만의 집중호우 때문에 고속터미널역이 침수되어 고속터미널역 - 강남구청역간의 열차운행이 중단되었다. 침수는 범람한 반포천의 빗물이 인근 센트럴시티 빌딩 지하 2층 주차장을 통하여 승강장으로 유입되면서 발생하면서 선로가 2~3 m 침수되었고 승강장이 물에 잠겼으며, 7월 17일 복구가 완료되어 운행이 재개되었다.

### 철산역방화 사건 (2005년)
2005년 1월 3일 오전 7시 10분 경 철산역에서 방화 사건이 발생하였다. 목격자는 가리봉역(現 가산디지털단지역)에서 탄 50대 중반의 남성이 신문지에 불을 붙인 뒤 김치통에서 인화 물질을 꺼내 불을 질렀다고 증언하였다. 전동차 안에서 연기가 나면서 승객 100여 명이 철산역, 광명사거리역에서 긴급 대피하는 소동이 일어났으며, 기관사가 긴급 소화작업을 벌인데다 승객이 많지 않아 다행히 인명 피해는 없었다. 경찰은 불을 지른 용의자인 강모 씨가 ‘생활고에 시달리다 자살을 결심하였고, 내 시체가 남지 않도록 하기 위해 불을 질렀다’고 자백했다고 밝혔다. 이 사고로 3량이 전소되었고 65세 여성이 손에 1도 화상을 입었다.이 사건으로 부족해진 차량은 서울 지하철 8호선에 사용되던 차량 중 일부를 차출하여, 기존의 차량과 재조합하여 충당하였다. 이후 가리봉역(現 가산디지털단지역)은 당시 승강장 내장으로 사용되었던 가연성 소재의 인공암벽을 철거하였다.

### 수락산역-도봉산역탈선 사건 (2019년)
2019년 5월 5일 오후 7시 20분께 7호선 1차분 717편성이 수락산역에서 도봉산역으로 향하던 중 탈선되어 승객들이 대피하는 소동을 빚었다. 서울교통공사에 따르면 이날 수락산역에서 출발한 장암행 열차가 도봉산역 도착 전 탈선하였다.

### 수도권 전철 중앙선과의 연계
7호선은 상봉역 인근에서 중앙선과 교차하나, 수도권 전철 중앙선과의 환승역은 존재하지 않았다. 2003년 9월에 중앙선 상에 환승역을 설치하는 결정이 내려졌고, 2010년 12월 21일 중앙선 상봉역이 수도권 전철 경춘선과 함께 개통되었다.

### 보라매역-신풍역93분간 운행 중단
2020년 1월 22일 보라매역을 출발해 신풍역으로 가는 열차가 도중 원인 불명의 고장으로 멈춰 신풍역에서 승객들을 모두 하차시켰다.

### 부천 및 인천 구간 연장 및 운영권 이원화
1990년대 초반부터 진행된 1기 신도시 개발 이후, 경기도 부천시 중동, 상동 신도시 입주민들의 교통난 해소의 일환으로, 포화 상태에 이르고 있는 경인선 구간의 수요를 분산하기 위해서, 7호선을 온수역부터 부평구청역까지 연장한 공사가 2005년 3월 착공되었으며, 2012년 10월 27일에 개통되었다. 연장 구간의 총 연장은 10.2 km이며, 부천시 구간에 6개와 인천광역시 구간에 3개로 총 9개 역이 산재되어 있다. 부천시의 재정난으로 공사가 약간 지연된 적이 있다.
2013년 2월 부천시는 온수 ~ 부평구청 구간의 2012년 이용객 수는 하루 평균 8만 5629명이고 2013년 2월 한달간 총 이용객은 248만 5933명, 하루 평균 이용객이 8만 8784명으로 7호선 연장선의 이용자 수가 꾸준히 증가하고 있다고 밝혔다. 2014년 10월 30일은 부평구청역까지 연장된 7호선을 석남역까지 3.94km를 연장하는 사업이 착공되었다. 이 사업은 지역 주민들의 청원에 따라, 2016년 7월 30일에 개통되어 현재 운행중인 인천 도시철도 2호선과의 접근성을 높이기 위해, 2개 정거장을 추가 신설한 사업이다. 2021년 5월 22일에 7호선 부평구청-석남 구간이 개통되었는데, 원적산터널을 관통하는 것이 특징이므로, 7호선 부천 및 인천 구간의 운영권이 2022년부터 인천교통공사 소속으로 이원화가 된 배경으로 꼽힌다.
이는, 7호선 부천 및 인천 구간의 운영을 인천교통공사가 별개로 전담한 것은, 2021년 5월 22일에 개통된 석남 연장 구간을 비롯한 청라국제도시 구간에 대한 건설 및 운영에 대비하기 위해서, 인천 도시철도로 지정된 것이다.

### 온수역-석남역운행중단 위기
2023년 2월 9일 경기도와 부천시, 서울교통공사, 인천교통공사간 법적분쟁 진행중으로 해당 구간 운행이 중지될 위기에 처했다. 하지만, 서울교통공사와 소송이 종결되고 운영사 변경시까지 인천교통공사에서 한시적으로 운행을 맡기로 하면서 일단락되었다.

## 연혁
- 1990년 12월 28일: 장암~건대입구역 구간 착공
- 1994년 1월 8일: 건대입구~온수역 구간 착공
- 1996년 10월 11일: 장암~건대입구역 구간 개통
- 2000년 2월 29일: 온수~신풍역 구간 개통
- 2000년 8월 1일: 신풍~건대입구역 구간 개통 (3일간 7호선 전구간 이용 요금 면제)
- 2001년 1월 8일: 전 날 중부지방 대폭설(서울 19cm 대관령 90cm 적설) 과 당일 한파 영향으로 사가정~중곡역 구간 전차선 차단 사고 발생 오전 전구간 운행중단.
- 2001년 3월 2일: 출근 시간대 노원~건대입구역 구간 과혼잡으로 도봉산역 발 보라매역 종착 열차 1일 3회 추가 편성
- 2001년 7월 15일: 서울 지방 시간 당 99.5mm 폭우로 고속터미널역 침수 발생. 청담~신풍역 구간 운행 중단 7월 17일부터 정상 운행
- 2003년 9월 26일: 온수~부평구청역 연장 구간 착공
- 2004년 3월 29일: 역명을 광명역에서 광명사거리역으로 변경
- 2005년 1월 3일: 철산역에서 서울 지하철 7호선 방화 사건 발생
- 2005년 7월 1일: 역명을 가리봉역에서 가산디지털단지역으로 변경
- 2011년 7월 11일: 까치울~상동역 구간 역명 확정
- 2011년 9월 26일: 삼산체육관역과 굴포천역으로 역명 확정
- 2012년 10월 27일: 온수~부평구청역 구간 개통
- 2014년 7월 20일: 부평구청~석남역 구간 착공
- 2019년 12월 12일: 장암~옥정역 구간 착공
- 2021년 5월 22일: 부평구청~석남역 구간 개통 및 산곡~석남역 구간을 인천교통공사로 이관
- 2022년 1월 1일: 까치울 ~ 부평구청역 구간을 인천교통공사로 이관
- 2022년 3월 23일: 석남~청라국제도시역 구간 착공
- 2024년 2월 29일: 역명을 뚝섬유원지역에서 자양역으로 변경
- 2025년 하반기: 옥정 ~ 포천 구간 착공 예정
- 2027년 12월: 도봉산 ~ 옥정 구간 개통 예정
- 2029년 3월: 석남~청라국제도시역 구간 개통 예정
- 2030년 12월: 옥정 ~ 포천 구간 개통 예정

## 노선 연장

### 도봉산 ~ 옥정 구간
경기도 북부 지역 택지지구 개발로 교통량 증가를 대비해 추진하였다. 안병용 의정부시장, 현삼식 양주시장, 서장원 포천시장 등은 2010년 7월 6일에 의정부시청에서 7호선 북부구간 연장과 조기착공에 관한 공동 건의문에 서명하였다. 하지만 2010년 10월 기획재정부가 해당 구간의 연장사업에 대한 예비타당성 조사를 진행하는 가운데 경제성이 낮은 노선이라는 중간 분석결과가 나왔다. 예비타당성 조사 중간결과 경제성이 낮다는 결과에도 의정부시, 양주시, 포천시 등지는 노선 길이 역 개수를 축소하는 방향으로 수정하여 국토해양부에 수정안을 재건의하였다.
노선을 계속 수정한 끝에, 총 네 개 역으로 이루어진 도봉산~양주 광역철도가 2018년 1월 4일에 확정되었고, 2024년까지 개통하는 것을 목표로 2019년 12월 12일에 착공하였다. 한편, 고읍역(가칭, 양주시 고읍동)에서 포천시까지 이어지는 2차 연장 구간은 2019년 1월 29일에 예비타당성 조사가 면제되어 추진이 확정되었다. 의정부시에서는 이 노선이 민락동을 경유하는 방안을 추진하였으나 무산되었다.
이후 옥정중앙역(가칭)에서 포천역(가칭) 구간의 옥정포천선 연장도 논의되었으나 서울 도시철도 연장 및 광역철도 추진 원칙에 따라  서울시가 서울의 시외 구간에 대해서 원칙적으로 직결 대신 평면 환승으로 추진 중이다.
당초 2022년 1월에 착공할 예정이었지만, 2024년 2월 현재 공사를 하지 않는 일부 구간이 존재하므로 개통 시기는 당분간 불투명할 것으로 보인다.

### 석남~청라국제도시역구간
현재 개통된 석남역 연장 구간에서 인천국제공항철도 청라국제도시역까지 연장하는 사업이다. 기획재정부로부터 인천 도시철도의 예비타당성 조사 대상에 선정되었고, 석남에서 청라국제도시역 구간까지 10.7km에 9개의 역사가 신설된다. 2022년 3월 23일에 착공했으며, 2029년 상반기 개통을 목표로 하고 있다. 총사업비는 1조 2000억원 규모이다. 역사 운영은 인천교통공사 7호선 운영사업단에서 관리할 예정이다.
지반침하 사고로 공사가 중단됐거나 연기되는 등의 현상이 연거푸 계속됐다.

## 역 목록
| 역 번호 | 역명           | 역명                  | 역명           | 접속 노선                                             | 역간 거리 | 누적 거리 | 소재지     | 소재지   |
| 역 번호 | 한글           | 로마자                | 한자           | 접속 노선                                             | 역간 거리 | 누적 거리 | 소재지     | 소재지   |
| ------- | -------------- | --------------------- | -------------- | ----------------------------------------------------- | --------- | --------- | ---------- | -------- |
| 707     | (옥정)고읍     | (Okjeong)Goeub        | 古邑           |                                                       | -         | 0. 0      | 경기도     | 양주시   |
| 708     | 탑석           | Tabseok               | 塔石           | ● 의정부 경전철                                       | 1. 5      | 1. 5      | 경기도     | 의정부시 |
| 709     | 장암           | Jangam                | 長岩           |                                                       | 2. 8      | 2. 8      | 경기도     |          |
| 710     | 도봉산         | Dobongsan             | 道峰山         | ● 수도권 전철 1호선                                   | 1.4       | 1.4       | 서울특별시 | 도봉구   |
| 711     | 수락산         | Suraksan              | 水落山         |                                                       | 1.6       | 3.0       | 서울특별시 | 노원구   |
| 712     | 마들           | Madeul                |                |                                                       | 1.4       | 4.4       | 서울특별시 | 노원구   |
| 713     | 노원           | Nowon                 | 蘆原           | ● 수도권 전철 4호선                                   | 1.2       | 5.6       | 서울특별시 | 노원구   |
| 714     | 중계           | Junggye               | 中溪           |                                                       | 1.1       | 6.7       | 서울특별시 | 노원구   |
| 715     | 하계           | Hagye                 | 下溪           |                                                       | 1.0       | 7.7       | 서울특별시 | 노원구   |
| 716     | 공릉           | Gongneung             | 孔陵           |                                                       | 1.3       | 9.0       | 서울특별시 | 노원구   |
| 717     | 태릉입구       | Taereung Entrance     | 泰陵入口       | ● 서울 지하철 6호선                                   | 0.8       | 9.8       | 서울특별시 | 노원구   |
| 718     | 먹골           | Meokgol               | 墨谷           |                                                       | 0.9       | 10.7      | 서울특별시 | 중랑구   |
| 719     | 중화           | Junghwa               | 中和           |                                                       | 0.9       | 11.6      | 서울특별시 | 중랑구   |
| 720     | 상봉           | Sangbong              | 上鳳           | ● 수도권 전철 경의·중앙선 ● 수도권 전철 경춘선 중앙선 | 1.0       | 12.6      | 서울특별시 | 중랑구   |
| 721     | 면목           | Myeonmok              | 面牧           |                                                       | 0.8       | 13.4      | 서울특별시 | 중랑구   |
| 722     | 사가정         | Sagajeong             | 四佳亭         |                                                       | 0.9       | 14.3      | 서울특별시 | 중랑구   |
| 723     | 용마산         | Yongmasan             | 龍馬山         |                                                       | 0.8       | 15.1      | 서울특별시 | 중랑구   |
| 724     | 중곡           | Junggok               | 中谷           |                                                       | 0.9       | 16.0      | 서울특별시 | 광진구   |
| 725     | 군자           | Gunja                 | 君子           | ● 수도권 전철 5호선                                   | 1.1       | 17.1      | 서울특별시 | 광진구   |
| 726     | 어린이대공원   | Children's Grand Park | 魚鱗李大公園   |                                                       | 1.1       | 18.2      | 서울특별시 | 광진구   |
| 727     | 건대입구       | Geondae Entrance      | 建大入口       | ● 서울 지하철 2호선                                   | 0.8       | 19.0      | 서울특별시 | 광진구   |
| 728     | 자양           | Jayang                | 紫陽           |                                                       | 1.0       | 20.0      | 서울특별시 | 광진구   |
| 729     | 청담           | Cheongdam             | 淸潭           |                                                       | 2.0       | 22.0      | 서울특별시 | 강남구   |
| 730     | 강남구청       | Gangnam-gu Office     | 江南區廳       | ● 수도권 전철 수인·분당선                             | 1.1       | 23.1      | 서울특별시 | 강남구   |
| 731     | 학동           | Hak-dong              | 鶴洞           |                                                       | 0.9       | 24.0      | 서울특별시 | 강남구   |
| 732     | 논현           | Nonhyeon              | 論峴           | ● 신분당선                                            | 1.0       | 25.0      | 서울특별시 | 강남구   |
| 733     | 반포           | Banpo                 | 盤浦           |                                                       | 0.9       | 25.9      | 서울특별시 | 서초구   |
| 734     | 고속터미널     | Express Bus Terminal  | 高速터미널     | ● 수도권 전철 3호선 ● 서울 지하철 9호선               | 0.9       | 26.8      | 서울특별시 | 서초구   |
| 735     | 내방           | Naebang               | 內方           |                                                       | 2.2       | 29.0      | 서울특별시 | 서초구   |
| 736     | 이수           | Isu                   | 梨水           | ● 수도권 전철 4호선                                   | 1.0       | 30.0      | 서울특별시 | 동작구   |
| 737     | 남성           | Namseong              | 南城           |                                                       | 1.0       | 31.0      | 서울특별시 | 동작구   |
| 738     | 숭실대입구     | Soongsildae Entrance  | 崇實大入口     |                                                       | 2.0       | 33.0      | 서울특별시 | 동작구   |
| 739     | 상도           | Sangdo                | 上道           |                                                       | 0.9       | 33.9      | 서울특별시 | 동작구   |
| 740     | 장승배기       | Jangseungbaegi        | 长丞拜基       |                                                       | 0.9       | 34.8      | 서울특별시 | 동작구   |
| 741     | 신대방삼거리   | Sindaebangsamgeori    | 新大方三街里   |                                                       | 1.2       | 36.0      | 서울특별시 | 동작구   |
| 742     | 보라매         | Boramae               | 波拉美         | ● 서울 경전철 신림선                                  | 0.8       | 36.8      | 서울특별시 | 영등포구 |
| 743     | 신풍           | Sinpung               | 新豊           |                                                       | 0.9       | 37.7      | 서울특별시 | 영등포구 |
| 744     | 대림           | Daerim                | 大林           | ● 서울 지하철 2호선                                   | 1.4       | 39.1      | 서울특별시 | 구로구   |
| 745     | 남구로         | Namguro               | 南九老         |                                                       | 1.1       | 40.2      | 서울특별시 | 구로구   |
| 746     | 가산디지털단지 | Gasan Digital Complex | 加山디지털團地 | ● 수도권 전철 1호선                                   | 0.8       | 41.0      | 서울특별시 | 금천구   |
| 747     | 철산           | Cheolsan              | 鐵山           |                                                       | 1.4       | 42.4      | 경기도     | 광명시   |
| 748     | 광명사거리     | Gwangmyeongsageori    | 光明四거리     |                                                       | 1.3       | 43.7      | 경기도     | 광명시   |
| 749     | 천왕           | Cheonwang             | 天旺           |                                                       | 1.7       | 45.4      | 서울특별시 | 구로구   |
| 750     | 온수           | Onsu                  | 溫水           | ● 수도권 전철 1호선                                   | 1.5       | 46.9      | 서울특별시 | 구로구   |
| 751     | 까치울         | Kkachiul              | 喜鹊屋         |                                                       | 2.2       | 49.1      | 경기도     | 부천시   |
| 752     | 부천종합운동장 | Bucheon Stadium       | 富川綜合運動場 | ● 수도권 전철 서해선                                  | 1.2       | 50.3      | 경기도     | 부천시   |
| 753     | 춘의           | Chunui                | 春衣           |                                                       | 0.9       | 51.2      | 경기도     | 부천시   |
| 754     | 신중동         | Sinjung-dong          | 新中洞         |                                                       | 1.0       | 52.2      | 경기도     | 부천시   |
| 755     | 부천시청       | Bucheon City Hall     | 富川市廳       |                                                       | 1.1       | 53.3      | 경기도     | 부천시   |
| 756     | 상동           | Sang-dong             | 上洞           |                                                       | 0.9       | 54.2      | 경기도     | 부천시   |
| 757     | 삼산체육관     | Samsan Gymnasium      | 三山體育館     |                                                       | 1.1       | 55.3      | 인천광역시 | 부평구   |
| 758     | 굴포천         | Gulpocheon            | 掘浦川         |                                                       | 0.9       | 56.2      | 인천광역시 | 부평구   |
| 759     | 부평구청       | Bupyeong-gu Office    | 富平區廳       | ● 인천 도시철도 1호선                                 | 0.9       | 57.1      | 인천광역시 | 부평구   |
| 760     | 산곡           | Sangok                | 山谷           |                                                       | 1.6       | 58.7      | 인천광역시 | 부평구   |
| 761     | 석남           | Seongnam              | 石南           | ● 인천 도시철도 2호선                                 | 2.3       | 61.0      | 인천광역시 | 서구     |

## 이용객 변동
| 구분   | 일평균 인원수 (명/일) | 일평균 인원수 (명/일) | 일평균 인원수 (명/일) | 일평균 인원수 (명/일) | 일평균 인원수 (명/일) | 일평균 인원수 (명/일) | 일평균 인원수 (명/일) | 일평균 인원수 (명/일) | 일평균 인원수 (명/일) | 일평균 인원수 (명/일) | 각주   |
| 구분   | 2000년                | 2001년                | 2002년                | 2003년                | 2004년                | 2005년                | 2006년                | 2007년                | 2008년                | 2009년                | 각주   |
| ------ | --------------------- | --------------------- | --------------------- | --------------------- | --------------------- | --------------------- | --------------------- | --------------------- | --------------------- | --------------------- | ------ |
| 승차   | 379,779               | 494,695               | 538,815               | 561,716               | 569,203               | 580,129               | 584,310               | 586,622               | 594,605               | 597,680               | [ 40 ] |
| 하차   | 367,202               | 474,128               | 517,082               | 540,988               | 543,353               | 562,401               | 565,224               | 568,511               | 578,046               | 582,540               | [ 40 ] |
| 승하차 | 746,980               | 968,823               | 1,055,897             | 1,102,704             | 1,112,557             | 1,142,529             | 1,149,535             | 1,155,133             | 1,172,651             | 1,180,220             | [ 40 ] |
| 구분   | 2010년                | 2011년                | 2012년                | 2013년                | 2014년                | 2015년                | 2016년                | 2017년                | 2018년                | 2019년                | [ 40 ] |
| 승차   | 621,672               | 643,539               | 658,789               | 726,596               | 740,387               | 732,528               | 722,768               | 709,145               | 710,023               | 717,784               | [ 40 ] |
| 하차   | 607,916               | 629,371               | 645,634               | 709,726               | 723,878               | 716,732               | 707,896               | 696,626               | 698,646               | 706,260               | [ 40 ] |
| 승하차 | 1,229,588             | 1,272,911             | 1,304,423             | 1,436,322             | 1,464,265             | 1,449,260             | 1,430,664             | 1,405,771             | 1,408,669             | 1,424,044             | [ 40 ] |
| 구분   | 2020년                |                       |                       |                       |                       |                       |                       |                       |                       |                       | [ 40 ] |
| 승차   | 550,274               |                       |                       |                       |                       |                       |                       |                       |                       |                       | [ 40 ] |
| 하차   | 541,950               |                       |                       |                       |                       |                       |                       |                       |                       |                       | [ 40 ] |
| 승하차 | 1.092,224             |                       |                       |                       |                       |                       |                       |                       |                       |                       | [ 40 ] |

## 갤러리

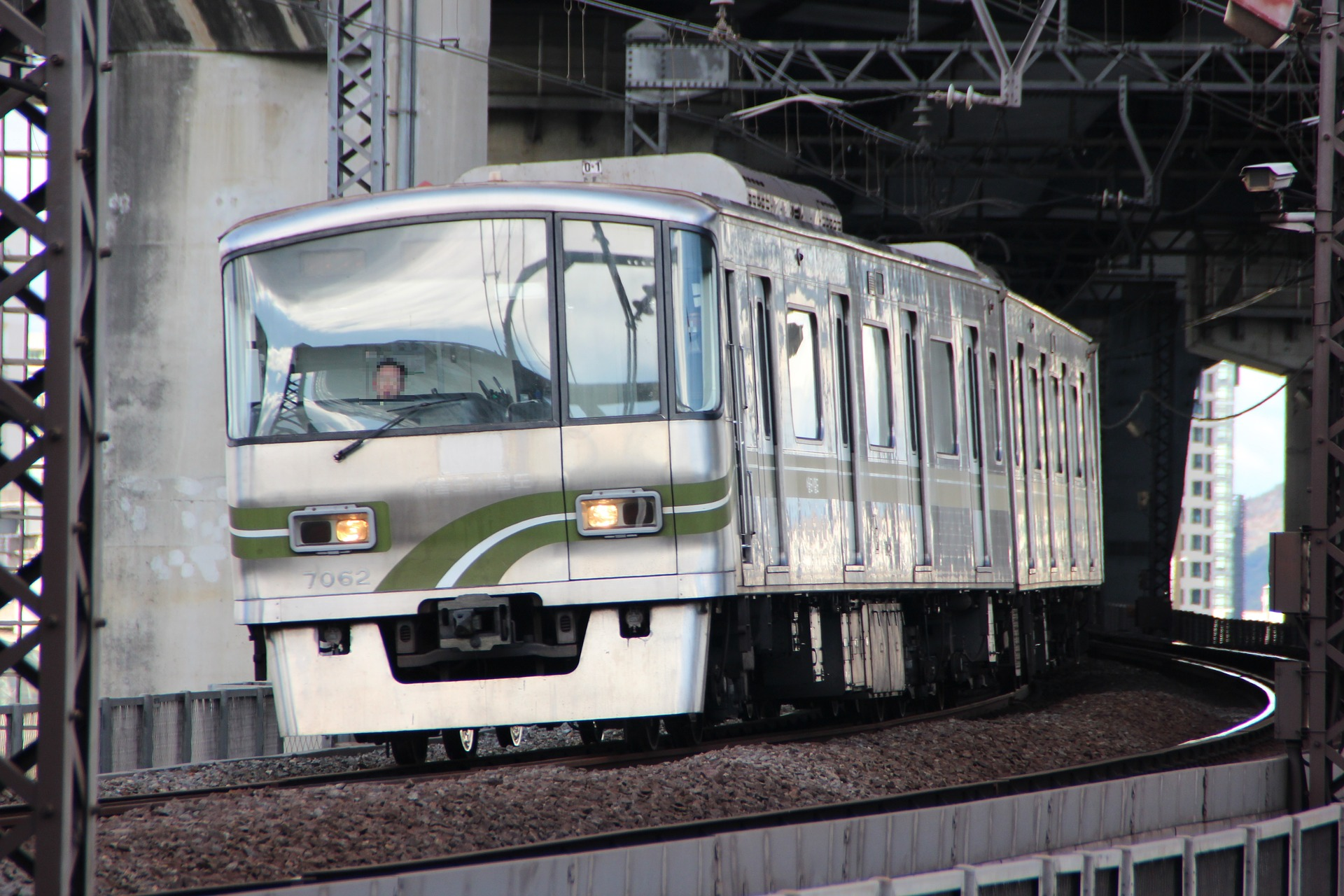
서울 지하철 7000 시리즈 EMU
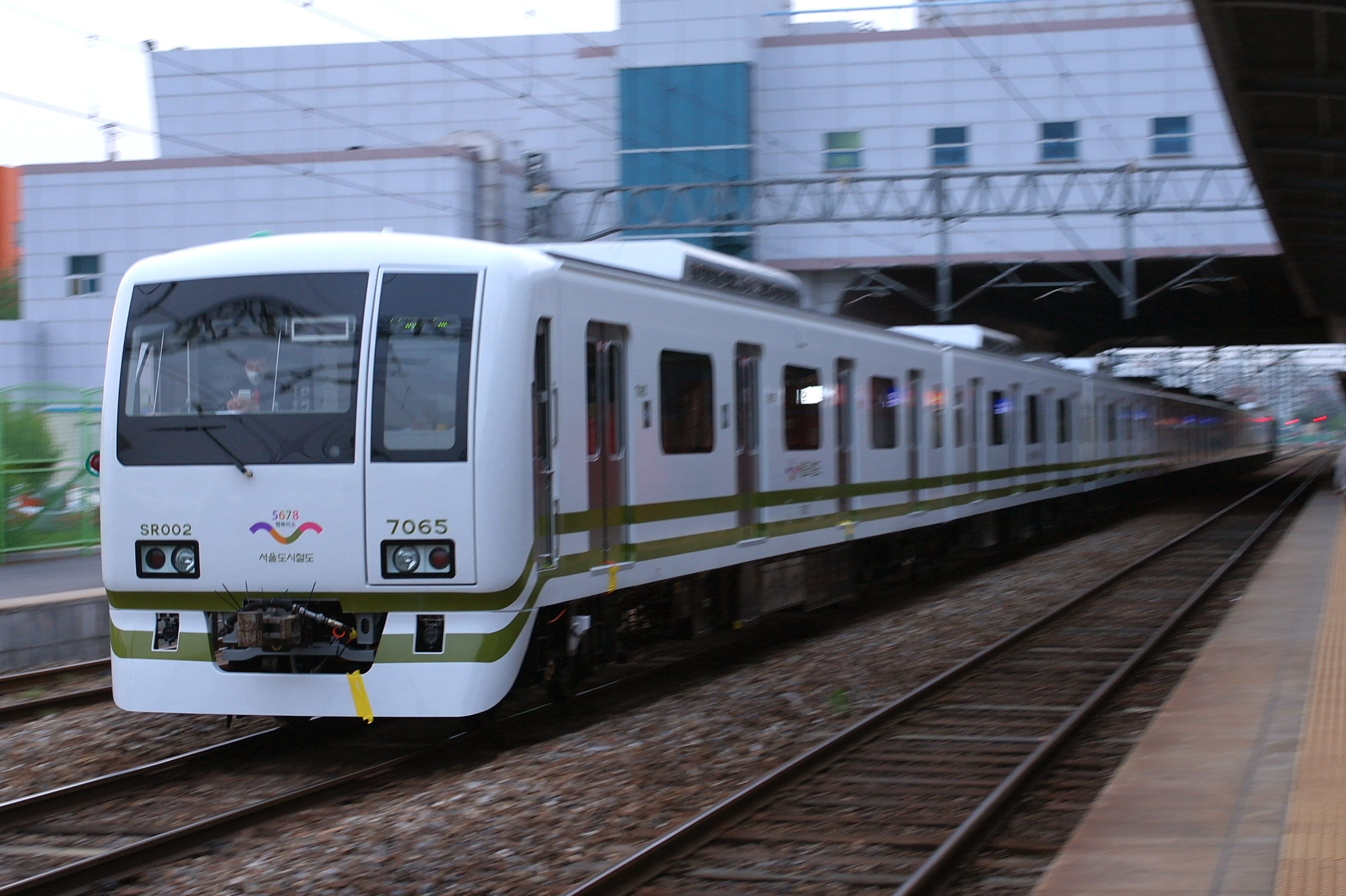
서울 지하철 SR000 시리즈 EMU (SR002)
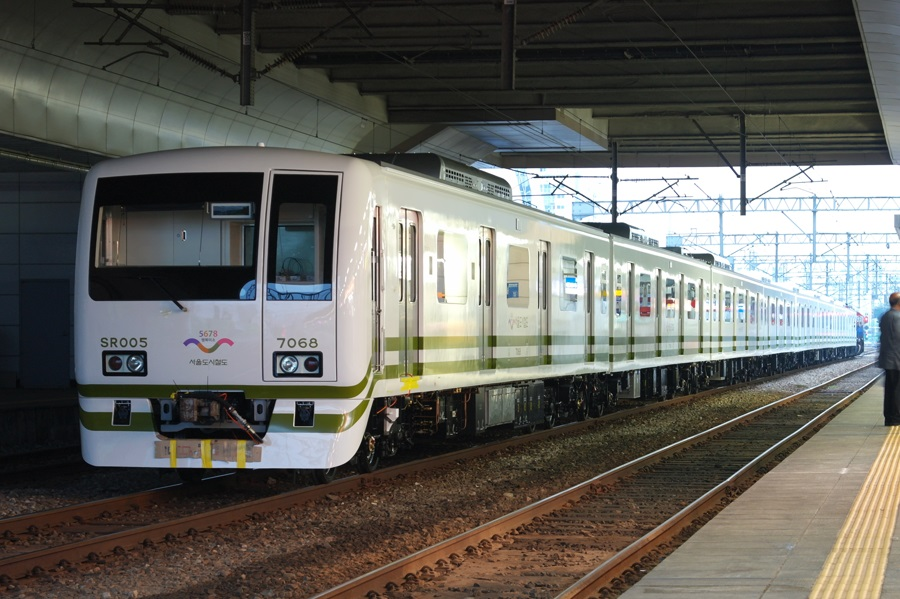
서울 지하철 SR000 시리즈 EMU (SR005)

## 같이 보기
- 서울교통공사
- 인천교통공사
- 수도권 전철
- 인천 도시철도